# Sénat Bovenschulte I
Land de Brême
Sieling Bovenschulte II
Le sénat Bovenschulte I (en allemand : senat Bovenschulte I) est le gouvernement du Land de Brême entre le 15 août 2019 et le 5 juillet 2023, sous la 20e législature du Bürgerschaft.

## Composition
| Fonction                                                                                                   | Nom | Nom                                                         | Parti  |
| --- | --- | ----------------------------------------------------------- | ------ |
| Président du Sénat Sénateur aux Affaires ecclésiastiques Sénateur à la Culture                             |     | Andreas Bovenschulte                                        | SPD    |
| Vice-présidente du Sénat Sénateur à l'Environnement, aux Mobilités, au Développement urbain et au Logement |     | Maike Schaefer                                              | Grünen |
| Sénateur à l'Intérieur                                                                                     |     | Ulrich Mäurer                                               | SPD    |
| Sénateur à la Justice et à la Constitution Sénateur à la Science et aux Ports                              |     | Claudia Schilling                                           | SPD    |
| Sénateur à l'Enfance et à l'Éducation                                                                      |     | Claudia Bogedan (jusqu'au 07/07/2021) Sascha Karolin Aulepp | SPD    |
| Sénateur aux Affaires sociales, à la Jeunesse, à l'Intégration et aux Sports                               |     | Anja Stahmann                                               | Grünen |
| Sénateur aux Finances                                                                                      |     | Dietmar Strehl                                              | Grünen |
| Sénateur aux Femmes, à la Santé et à la Protection des consommateurs                                       |     | Claudia Bernhard                                            | Linke  |
| Sénateur à l'Économie, au Travail et aux Affaires européennes                                              |     | Kristina Vogt                                               | Linke  |